# 米羅韋 (特諾皮爾州)
50°6′14″N 26°4′31″E / 50.10389°N 26.07528°E
米羅韋（羅馬化：Myrove）是烏克蘭西部捷爾諾波爾州克列梅涅茨區舒姆斯克市鎮的村莊，始建於1513年，面積1.64平方公里，2001年人口448，人口密度每平方公里273.2人。